# Straßberg (Zittauer Gebirge)
Der Straßberg (538 m ü. NHN) ist ein Berg im östlichen Teil des Zittauer Gebirges. Sein bewaldeter Gipfel liegt auf der Gemarkung Hartau in der Stadt Zittau.

## Lage
Der Straßberg befindet sich östlich von Lückendorf. Nach Osten hin fällt der Berg zum Weißbachtal ab, das die deutsch-tschechische Grenze bildet. Westlich des Straßberges führt die Staatsstraße S 132 von Eichgraben nach Lückendorf (Gabler Straße) am Forsthaus Lückendorf über den Lückendorfer Pass. Nördlich erhebt sich – getrennt durch den Kieferngrund – der Mühlsteinberg (482 m), nordöstlich der Hahnberg (Kohoutí vrch, 535 m n.m.), östlich der Lindenberg (Sedlecký Špičák, 544 m n.m.), südöstlich der Pfaffenstein (Popova skála, 565 m n.m.) und der Hufeisenstein (Podkova, 519 m n.m.), südlich der Raubschloßberg (Loupežnický vrch, 539 m n.m.), südwestlich der Hutberg (Strážný vrch, 462 m n.m.) und der Sommerberg (496,9 m), westlich der Hochwald (749 m) und die Brandhöhe (593,3 m) sowie nordwestlich der Scharfenstein (569 m) und der Heideberg (549 m).

## Beschreibung
Der Straßberg ist ein markanter, bewaldeter Berg. Auf seinem Gipfel, der keine Aussicht bietet, befindet sich ein Sandsteinfelsen. Aus seinen Nord- und Osthängen ragen mehrere größere Felsen und Felsgruppen, die eines der drei Klettergebiete des Zittauer Gebirges bilden. Touristisch erschlossen ist davon die Fuchskanzel als Aussichtspunkt.
Auf einem kleinen Felssporn am nördlichen Fuß des Berges befinden sich unterhalb des Heideturmes die Reste der Geleitsburg Karlsfried. Von dort führt ein Weg vorbei am Klothildenstein auf den Mühlsteinberg oder durch den Kieferngrund ins Weißbachtal.

## Fuchskanzel

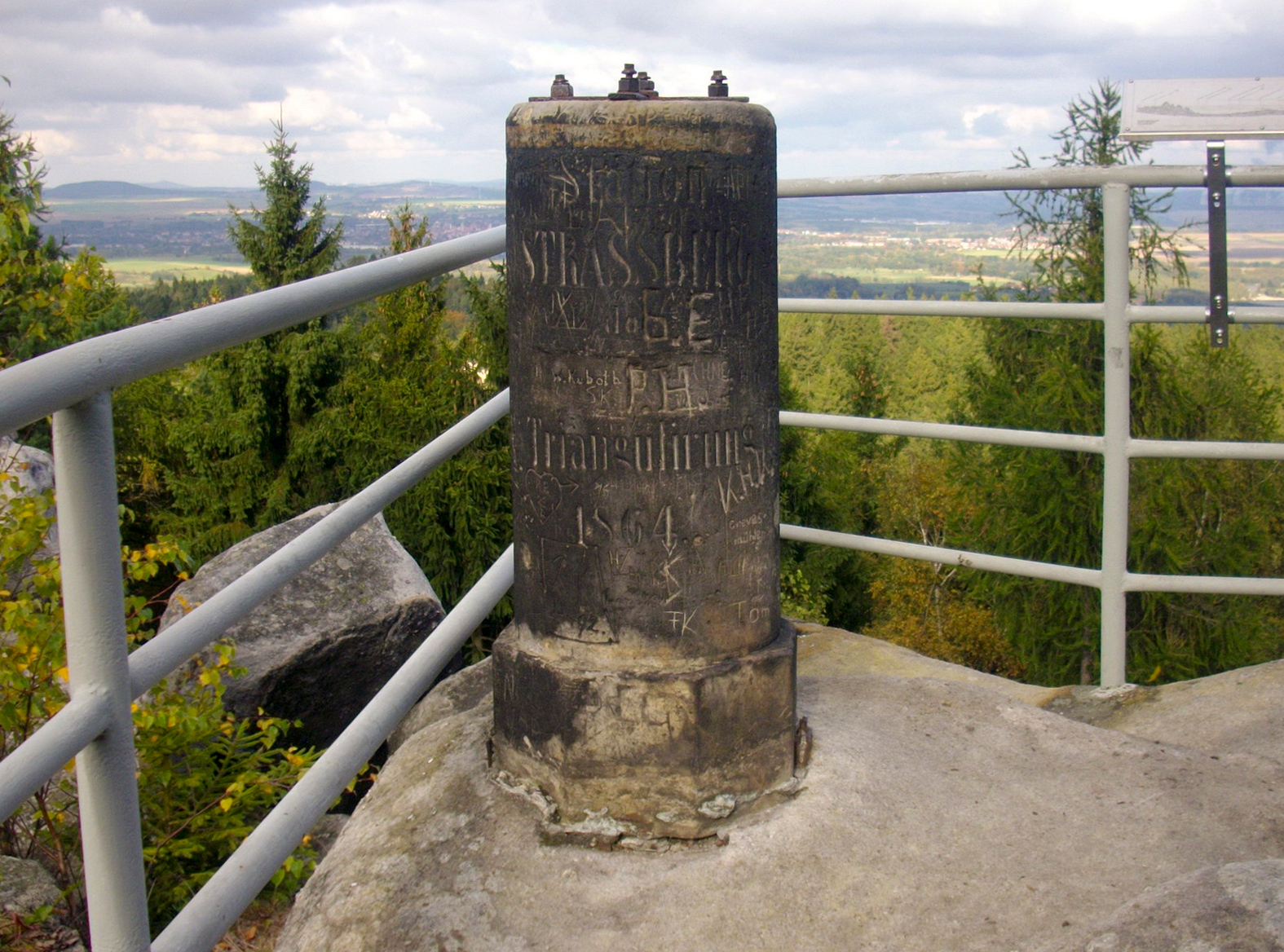
Triangulationssäule auf der Fuchskanzel

Die Fuchskanzel (531 m) ist ein dem Straßberggipfel 200 m nordöstlich vorgelagerter Felsen, der über eine Stahlbrücke als touristischer Aussichtspunkt zugänglich gemacht wurde. Auf dem Felsen befindet sich die 1864 errichtete "Station 39 Strassberg" der Königlich-Sächsischen Triangulirung.
Von der Fuchskanzel bietet sich ein weiter Blick nach Norden und Nordosten auf das Zittauer Becken mit den Städten Zittau und Grottau (Hrádek nad Nisou), den Dörfern Hartau und Görsdorf (Loučná), dem Christinasee (Kristýna), dem Tagebau und dem Kraftwerk Turów. Im Osten reicht die Aussicht über das Weißbachtal bis zur Gipfelkette des Hahnberges, Lindeberges und Pfaffensteins im Lausitzer Gebirge.

## Felsen am Straßberg
Der Gipfelfelsen sowie der 50 m nördlich vorgelagerte Straßbergblock sind klettertechnisch und von der Höhe her unbedeutend. Aus dem Nordhang ragt der Heideturm heraus, unterhalb dessen der Karlsfrieder Burgfelsen. Am Nordosthang befinden sich zwischen dem Kieferngrund und dem Weißbachtal mehrere hohe Felsgruppen. Der Fuchskanzel vorgelagert sind dort der Weißbachzahn, die markanten Uhusteine, der Thielknopf, die Sächsische und die Böhmische Dianawand sowie der Weißbachturm. Aus dem Osthang ragen die Mönchsfelsen mit dem Straßbergturm, der Weißbachspitze und dem Mehlsack. Am südöstlichen Fuß liegen im Weißbachtal das Böhmische Tor, der Grenzkogel und der Grüne Hund.
Insbesondere der Nördliche und der Südliche Uhustein mit je etwa 20 Meter Höhe, sowie der vorgelagerte Thielknopf, werden seit dem Ende des 19. Jahrhunderts von Kletterern aufgesucht. Die Erstbesteigung des Nördlichen Uhusteins durch Gustav Jahn und Max Richter am 10. November 1875 ist zugleich die erste nachweisliche Besteigung eines freistehenden Felsens im Zittauer Gebirge durch Kletterer. 1880 wurde auch der Südliche Uhustein erstbestiegen. Beide Aufstiege erfolgten jedoch mit Hilfe eines über den Felsen geworfenen Seiles. Unter Beachtung der klettersportlichen Regeln wurden die beiden Uhusteine 1906 bzw. 1909 erstbestiegen.
Ebenfalls zum Klettergebiet gehören die 200 m nordöstlich der Uhusteine gelegenen Dianawände. Zwischen den beiden knapp 20 m hohen Felsen der Sächsischen und Böhmischen Dianawand befindet sich eine breite Kluft.
Der unterhalb der Dianawände gestandene 10 m hohe Pilz wurde wegen seiner auf allen Seiten befindlichen Überhänge häufig von Kletterern aufgesucht. Der Erstaufstieg erfolgte 1908 durch Raimund Wolf aus Grottau mittels Seilüberwurfs, erstmals regulär wurde der Pilz 1950 bestiegen. Der auch wegen seiner auffälligen Gestalt bekannte Sandsteinfelsen brach im Februar 1994 in Folge von Dauerniederschlägen zusammen.